# Carles Santos Ventura
Carles Santos Ventura (Vinaròs, 1 de julho de 1940 - 4 de dezembro de 2017) foi um artista valenciano que começou a carreira como pianista e que posteriormente se dedicou a outras disciplinas criativas, como a composição musical, a escultura, a fotografa, a poesia e a dramatúrgia.

## Biografia

### Os primeiros anos
Carles Santos Ventura nasceu em Vinaròs a 1 de julho de 1940. Filho único de Ricardo Santos Ramos, médico de renome da cidade, e de Elena Ventura Riuhet, procedente de Barcelona. Os pais de Santos colocaram-no numa escola pública, o que não era habitual na medida em que vinha de uma família abastada. A decisão deveu-se à ideologia anticlerical dos seus pais.
Começou a tocar piano desde muito jovem com o seu tio Pepe Santos, inclusive antes de aprender a falar já que só aprendeu a falar aos quatro anos. Nos seguintes anos teve aulas com os pianistas vinarossencs Fita Esbrí e Tomàs Mancisidor. Aos cinco anos já demonstrava um nível notável ao piano, e em 1950, com dez anos, realizou o seu primeiro concerto público, interpretando obras de Bach, Mozart, Schumann, Chopin e Albéniz. Contudo, ele próprio reconheceu que não gostava nada de fazer concertos com essa idade.

### Conservatório do Liceu
Em 1950 muda-se para Barcelona para estudar no Conservatório do Liceu, ao mesmo tempo que fazia o Bacharelato à distância numa academia de Vinaròs e se apresentava exames livres em Castelló da Planície. Gradua-se em 1954, obtendo o Prémio de Final de Curso na especialidade de piano.
Naquele mesmo ano realiza a Vinaròs o seu primeiro concerto como solista, apresentado pelo eclesiástico e musicólogo Vicent García Julbe. Aquele concerto foi decisivo para despertar a curiosidade criativa de Santos, assim como o seu desejo de ir além.

### Em Paris com quatorze anos
Muda-se para Paris em 1954 para estudar na École Normale com uma bolsa do Institut Français durante seis meses. Ali estudou com os mestres Jacques Février, Roberto Casadesus, Marguerite Long e, em especial, com Magda Tagliaferro. Esta última foi quem mais motivou-o a seguir com os estudos de piano. 
A cidade de Paris vai representar para Santos uma janela aberta a todo um mundo de possibilidades. Ali descobriu muitos aspectos artísticos, como por exemplo o cinematográfico ou o teatral, que eram bem diferentes da concepção que tinha em Espanha durante a época de Franco.